# Albatross Bay
Albatross Bay är en vik i Australien. Den ligger i delstaten Queensland, omkring 2 000 kilometer nordväst om delstatshuvudstaden Brisbane.
Trakten runt Albatross Bay är nära nog obefolkad, med mindre än två invånare per kvadratkilometer. Savannklimat råder i trakten. Genomsnittlig årsnederbörd är 2 106 millimeter. Den regnigaste månaden är januari, med i genomsnitt 658 mm nederbörd, och den torraste är september, med 1 mm nederbörd.